# 여자가 된 몸으로 절친이랑 해버렸다.
《여자가 된 몸으로 절친이랑 해버렸다.》(黒ギャルになったから親友とヤってみた。, 원작명 : 흑갸루가 된 몸으로 절친이랑 해버렸다.)는 오리시마 유포포가 원작한 일본의 성인 만화이다. 2019년 10월 4일부터 『절대영역 R!』(스크리모)에서 연재 중이다.

## 줄거리
대학생 치하야 루이와 치하라 시온은 오랜 친구끼리, 헌팅에 힘쓰는 매일을 보내고 있었다. 어느 여름날 해변에서 두 사람이 헌팅하던 중 시온은 의문의 여자가 강제로 약을 먹어 흑갸루 차림의 여자가 되고 만다. 그가 여체화한 것을 눈치챈 루이는 시온에 육박해, 성행위를 실시하는 관계가 된다.

## TV 애니메이션
《흑갸루가 됐으니까 절친과 해봤다.》(黒ギャルになったから親友としてみた。)이란 타이틀로, 2021년 4월부터 5월까지 도쿄 MX에서 5분간 단편 애니메이션으로 방영. 다른 ComicFesta 애니메와 마찬가지로 통상판과 연령 제한이 있는 완전판이 존재하며 완전판은 애니메Zone 독점 착신된다.